# 聯華食品
聯華食品工業股份有限公司（臺證所：1231），簡稱聯華食品，是臺灣一家食品公司，於1951年在臺北市迪化街創立，主要生產休閒食品。以「創新、敬業、成長、績效」為經營理念及「取之社會、用之社會」的精神。

## 大事紀

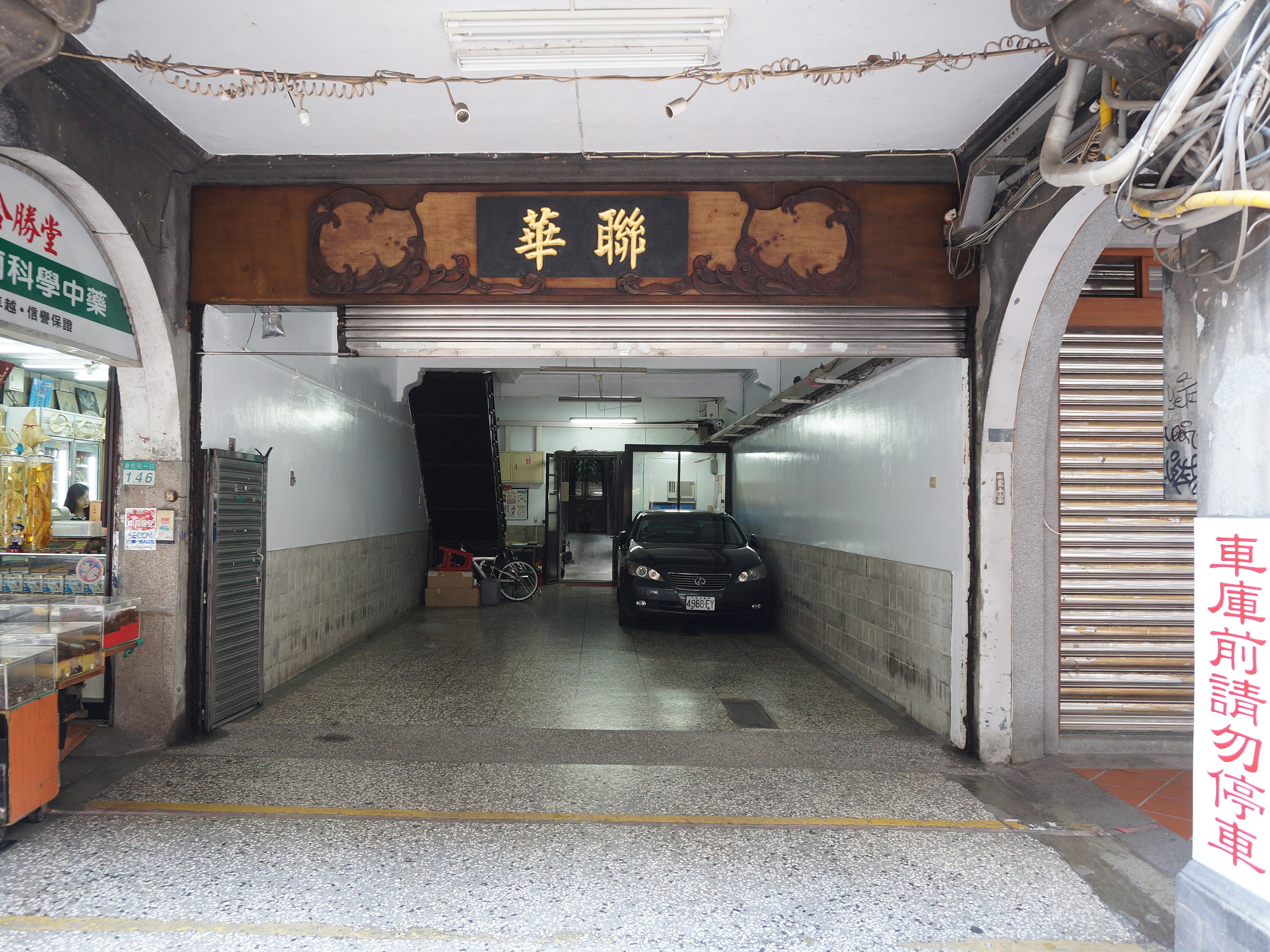
聯華食品總部，即聯華貿易行原址

- 1951年，李國衡於臺北市大同區迪化街創設「聯華貿易行有限公司」（Lian Hwa Trading Company, Ltd.），經營國內外穀類、豆類和海苔等南北貨。
- 1968年，聯華貿易行於臺北縣五股鄉設立「聯華食品廠」，開始將經營方向由大宗穀物買賣交易轉向食品加工業。
- 1970年，聯華貿易行改組為「聯華食品工業股份有限公司」，資本額新台幣300萬元，李國衡任董事長。
- 1971年，聯華食品推出「可樂果」蠶豆酥（後因接獲蠶豆症患者家長投訴，改為豌豆酥）[2]，進入休閒食品市場。
- 1976年，李國衡逝世，聯華食品由其三子李開源、李開勳、李開共同接手經營。
- 1981年，聯華食品推出「元本山」海苔系列，進入海苔品牌市場。
- 1982年，聯華食品全面進入電腦化管理階段。
- 1985年，桃園縣龜山鄉聯華食品桃園廠竣工啟用。
- 1987年，聯華食品推出「萬歲牌」（VIVA）堅果系列，進入堅果市場；同年，「滿天星」、「卡廸那」洋芋片上市。
- 1993年，聯華食品成立北京市子公司「北京聯華食品工業有限公司」，進入中國大陸市場。
- 1995年，聯華食品在臺灣證券交易所股票上市，股票代號1231。
- 1997年，嘉義縣朴子市聯華食品朴子廠竣工啟用。
- 2001年4月，聯華食品成立酒品事業部。
- 2001年7月，聯華食品成立新疆維吾爾自治區子公司「新疆喀什卡廸那農業科技有限公司」，從事開心果之研究、種植與加工。
- 2001年9月，聯華食品成立鮮食事業部；9月11日，基隆市大武崙工業區聯華食品基隆鮮食廠竣工啟用，開始量產供應統一超商鮮食產品。
- 2002年，彰化縣北斗鎮聯華食品彰化鮮食廠竣工啟用。
- 2006年，聯華食品發表企業願景宣言：「提供令顧客滿意的產品與服務，擁有以公司為榮的新聯華人，實現永續經營與善盡社會責任。」
- 2007年，聯華食品推出「萬歲牌堅果飲」，進入沖調類產品領域。
- 2009年，聯華食品成立新生活事業部，創立「凱綺萃」（KGCHECK）品牌正式跨足保健食品市場。
- 2011年，聯華食品推出「荷卡廚坊」（CHEF HOKA）義大利濃湯麵，進入泡麵市場。該年年度營業額突破新台幣50億元。
- 2012年，聯華食品於桃園縣中壢市中壢工業區籌設中壢鮮食廠。
- 2014年3月，聯華食品中壢鮮食廠竣工啟用。
- 2017年，林家齊接任聯華食品總經理，一大秘密任務是推動聯華食品的數位轉型；聯華食品成立電子商務處[3]。
- 2023年4月25日，位於彰化縣北斗鎮四海路一段87號的聯華食品彰化廠於凌晨6時45分發生火災，造成9人死亡、14人受傷[4][5]。

## 產品

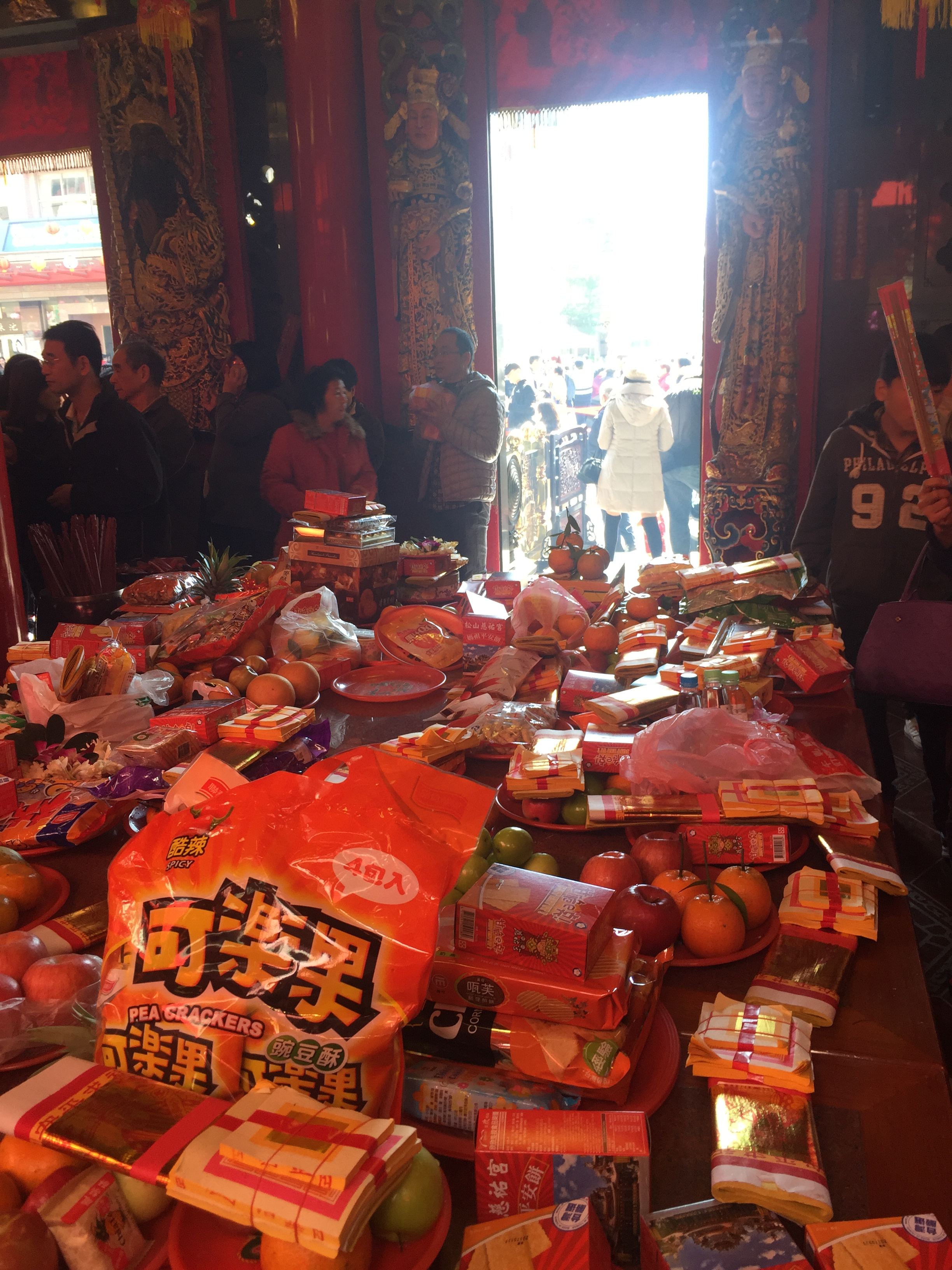
松山慈祐宮正殿供桌上的各色供品。左下角聯華食品可樂果豌豆酥酷辣口味4包入。

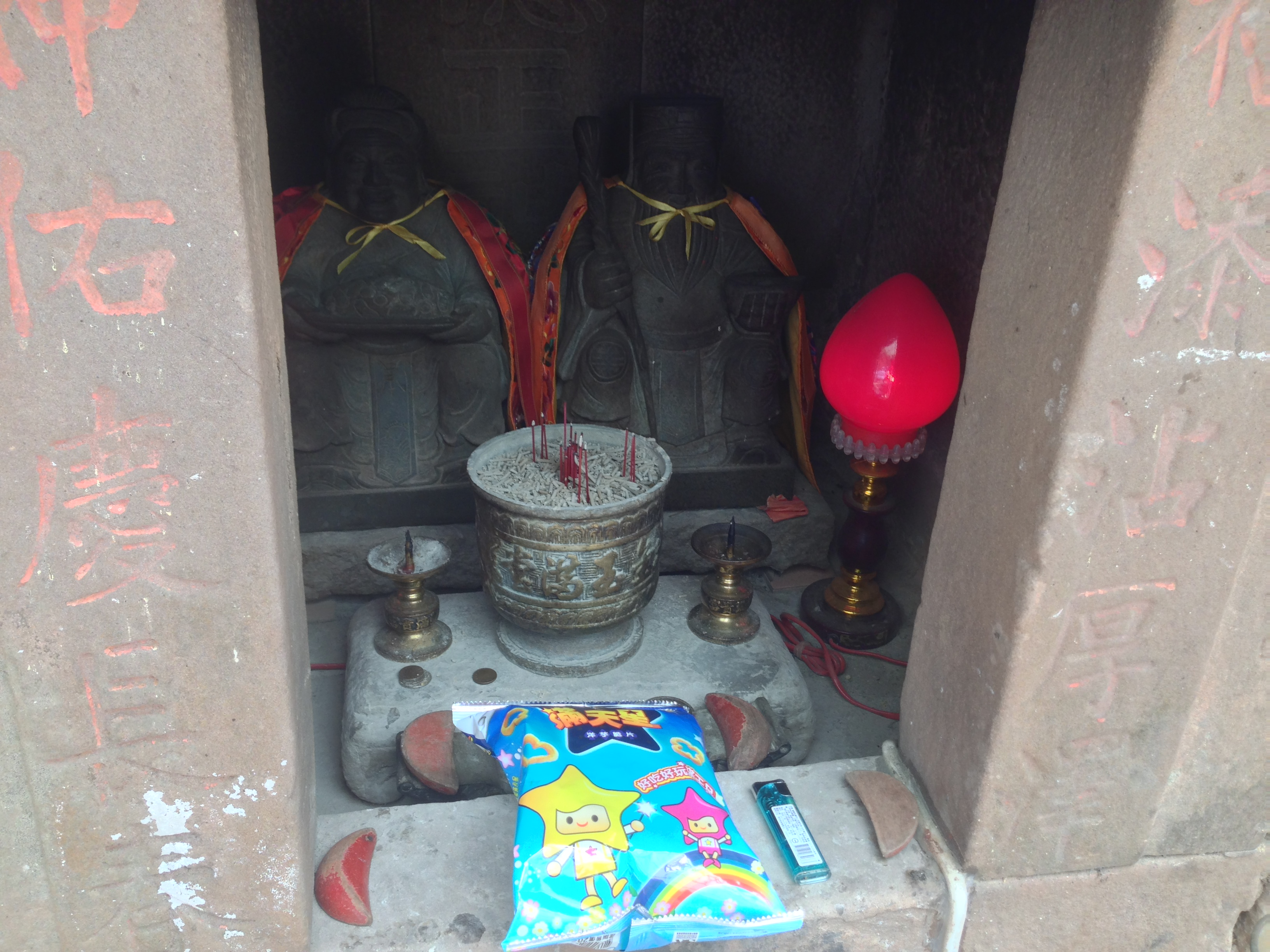
麻竹坑福德祠前祭祀用的滿天星。

- 元本山
- 可樂果豌豆酥

- mini可樂果
- VIVA萬歲牌堅果
- VIVA萬歲牌杏仁小魚
- 卡迪那一班

卡迪那
德州薯條
寶咔咔
香芋脆片
甘藷脆片
TOPOKKI波多奇
- 滿天星

- chef HOKA 荷卡廚坊
- VIVA萬歲牌元氣堅果飲
- KGCHECK 凱綺翠
- 統一超商鮮食產品

## 外部連結
- （繁體中文） 聯華食品官網 （页面存档备份，存于）
- （繁體中文） 聯華食品的Facebook專頁
- （英文） 聯華食品英文官網 （页面存档备份，存于）
- （繁體中文） 聯華食品e購網 （页面存档备份，存于）
- （繁體中文） 聯華食品e購網的Facebook專頁